# TV Câmara (Montes Claros)
A Tv Câmara de Montes Claros é uma emissora de televisão com sede em Montes Claros (Minas Gerais)Foi inaugurada no dia 21 de dezembro de 2001, tendo na sua presidência o vereador Sebastião Pimenta de Figueiredo e prefeito Jairo Ataíde Vieira.

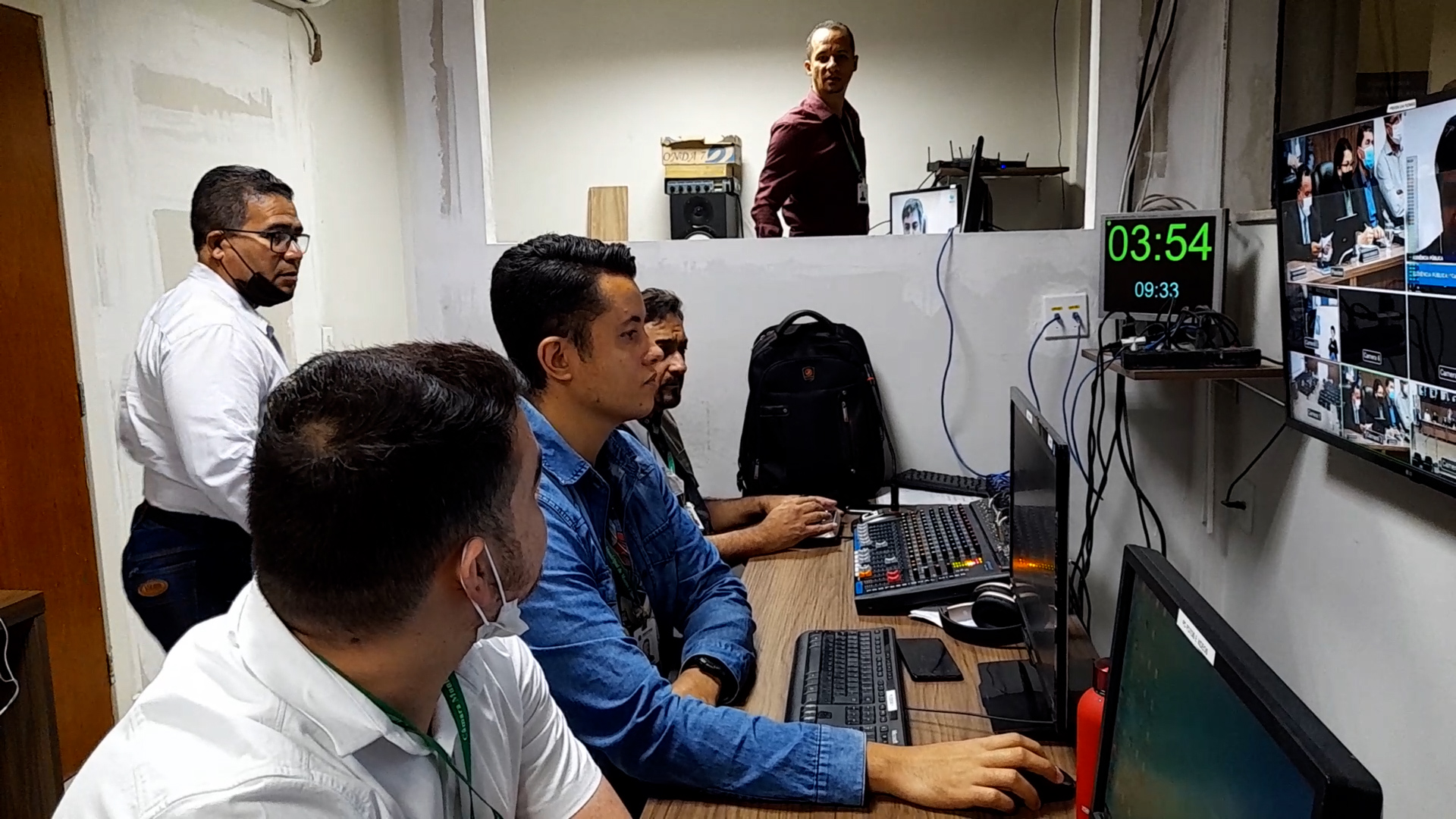
Frame do vídeo institucional da TV Câmara Montes Claros. Realizado em Julho de 2022.

Opera no canal 36 UHF (fora do ar<), no canal 21 da TV a cabo (inativo) e canal 5.3 digital.